# RIMS Warren Hastings
Pour les articles homonymes, voir Warren Hastings et Hastings.
Le RIMS Warren Hastings est un transport de troupes de la Royal Indian Marine, construit par la Barrow Shipbuilding Company. Il est lancé le 18 avril 1893 et prétend être « pratiquement insubmersible » grâce à ses 33 compartiments étanches. Cependant, alors qu'il se rend à l'île Maurice depuis Le Cap, le navire heurte un rocher et fait naufrage au large des côtes de La Réunion dans la nuit du 14 janvier 1897. Le naufrage fait deux morts.

## Caractéristiques
Le RIMS Warren Hastings est achevé par la Barrow Shipbuilding Company en 1893. Sir Edward Reed supervise la conception et la construction, et il est baptisé par Lady Agnes Burne. Il est lancé le 18 avril de la même année. La presse d'alors le décrit comme un navire « pratiquement insubmersible » grâce à ses 33 compartiments étanches. Le lancement est suivi d'un déjeuner, auquel sont présentes plusieurs personnalités. Le bateau mesure 330 pieds (100 m) de long, 49 pieds 3 pouces (15,01 m) de large, et 36 pieds 9 pouces (11,20 m) de profondeur. Il pèse environ 5 000 tonnes longues (5 100 t), est propulsé par deux moteurs à triple expansion d'une puissance de 3 500 chevaux (2 600 kW), alimentés par huit chaudières, et a une capacité de charbon de 700 tonnes longues (710 t). Il atteint une vitesse maximale de 18 nœuds (33 km/h ; 21 mph),.
La coque est en acier et les boiseries en teck, afin que le navire soit adapté aux environnements tropicaux. Équipé de six canons à tir rapide, de six canons de trois livres et de quatre canons de cinq livres, le navire est pourvu de lumières électriques.

## Naufrage

### Contexte
Le 20 novembre 1896, le 1er bataillon du King's Royal Rifle Corps, stationné à Jullundur, reçoit l'ordre de se rendre sur l'île Maurice. Le bataillon prend la mer le 30 novembre 1896. Il passe par Deolali et embarque sur le Warren Hastings à Bombay. Le navire, dont le capitaine est Gerald Edward Holland, quitte Bombay le 10 décembre. Le navire doit s'arrêter au Cap, et de là, continuer vers l'île Maurice. Après une brève escale aux Seychelles pour le ravitaillement en charbon, le navire arrive au Cap le 28 décembre,.

### Déroulement

Localisation de La Réunion.

Le 6 janvier 1897, le RIMS Warren Hastings part du Cap, à destination de l'île Maurice. À son bord se trouvent 526 membres du King's Royal Rifle Corps, 410 membres du 2d York and Lancaster Regiment et 25 membres du 2d Middlesex Regiment, ainsi que 20 femmes, 10 enfants et 253 membres d'équipage, soit un total de 1 244 personnes.
Le 13 janvier, le bateau navigue sous une forte pluie et dans un épais brouillard. À 2 h 20 le 14 janvier 1897, le Warren Hastings heurte un rocher au large des côtes de La Réunion. Au moment de l'impact, sa vitesse était de 12,5 nœuds (23,2 km/h ; 14,4 mph), et il avait dévié de 8 miles (13 km) de sa route,,. Le naufrage lui-même est causé par la visibilité réduite due au mauvais temps et par une « perturbation magnétique », qui a entraîné un dysfonctionnement du compas.

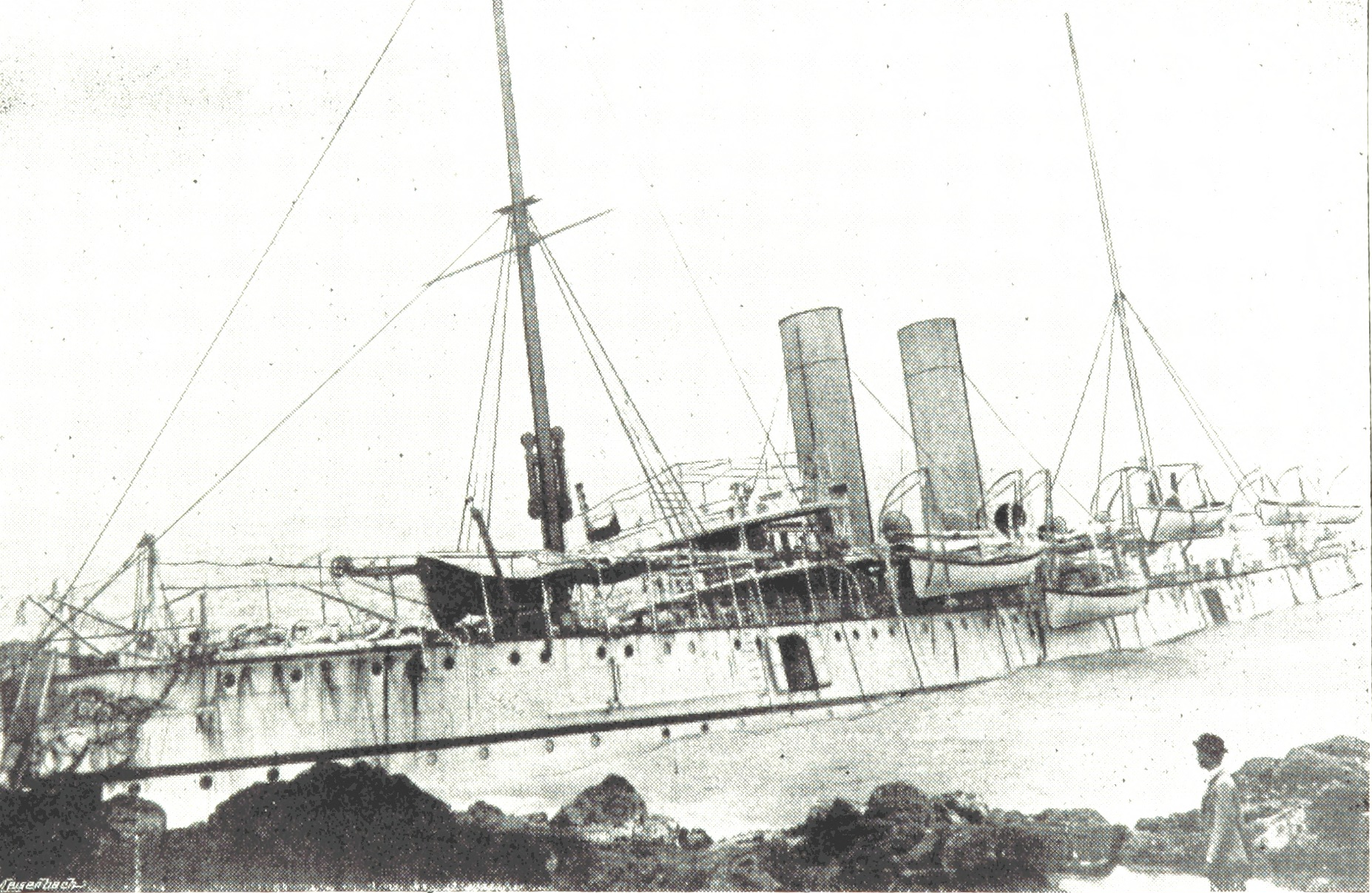
Le RIMS Warren Hastings échoué à Saint-Philippe, à La Réunion.

Le lieutenant-colonel Forestier-Walker se rend sur la passerelle et demande des ordres au capitaine Holland. La possibilité de débarquer les troupes et l'équipage sur les rochers est alors envisagée et, à 3 h 25, le capitaine envoie deux officiers (les lieutenants Dobbin et Windham), équipés de feux bleus, inspecter la sécurité des rochers. Le capitaine Holland ordonne l'évacuation du navire à 4 heures. Le capitaine entend initialement garder les femmes et les enfants à bord jusqu'au lever du jour, moment plus propice pour les évacuer, mais le navire commence à prendre une forte gîte à 4 h 20. Il est alors décidé de les évacuer immédiatement. À 4 h 35, les systèmes électriques du navire tombent en panne et l'évacuation doit se poursuivre dans l'obscurité totale. Vers 5 heures, les meilleurs nageurs sont autorisés à sauter par-dessus bord et à nager par leurs propres moyens jusqu'à la rive, qui se situe à environ 30 yards (27 m). Un membre du King's Royal Rifle Corps, le soldat N. McNamara, tend une corde entre le navire et le rivage, et des cordes plus lourdes sont ensuite installées, afin de rendre l'évacuation plus sûre. Les hommes restants, quant à eux, descendent ainsi le long des cordes. Le navire est complètement évacué à 5 h 30. Deux personnes trouvent la mort pendant l'opération,,,.

### Suites
Le matin du naufrage, alors que la pluie s'est calmée, le capitaine Holland envoie des membres du King's Royal Rifle Corps et du York and Lancaster Regiment pour récupérer des bagages dans le navire, coincé sur les rochers et qui n'avait pas coulé. L'opération est arrêtée à 10 heures, le premier lieutenant St John estimant que l'épave est trop dangereuse. Les bagages qui ont pu être récupérés sont ramenés à terre,.
Les troupes ont passé la nuit dans le village voisin de Saint-Philippe, où elles ont reçu l'aide des habitants. De là, le capitaine Holland contacte C. W. Bennett, le consul britannique à Saint-Denis, et obtient un transport vers l'île Maurice à bord du SS Lalpoora, situé à la Pointe des Galets. Après de brefs passages à Saint-Joseph et à Saint-Pierre, les troupes sont donc emmenées à la Pointe des Galets en train. Le Lalpoora quitte La Réunion le 17 janvier 1897, en milieu d'après-midi, et arrive à l'île Maurice tôt le lendemain matin. Les officiers du Warren Hastings sont félicités pour la discipline et la bravoure des troupes pendant l'évacuation. Toutefois, le capitaine Holland doit faire face à une cour martiale pour avoir perdu le navire ; il est réprimandé puis acquitté,,,. L'épave repose aujourd'hui par 15 mètres de fond au large des côtes de Saint-Philippe.

## Documentaire
- Épaves à La Réunion : sur les traces du Warren Hastings, de France Ô (prod.) et de Mathieu  Labeyrie (réal.), 2017, 50 min [présentation en ligne].

## Vidéo en ligne
- [vidéo] Réunion La Première, « L'histoire du naufrage d'un navire britannique à Saint-Philippe, le Warren Hastings », sur YouTube, 27 juillet 2016 (consulté le 19 juin 2021).